# ’Sigmond család
A kisenyedi és alsószentmihályfalvi ’Sigmond család egyike a magyar köznemesi családoknak.

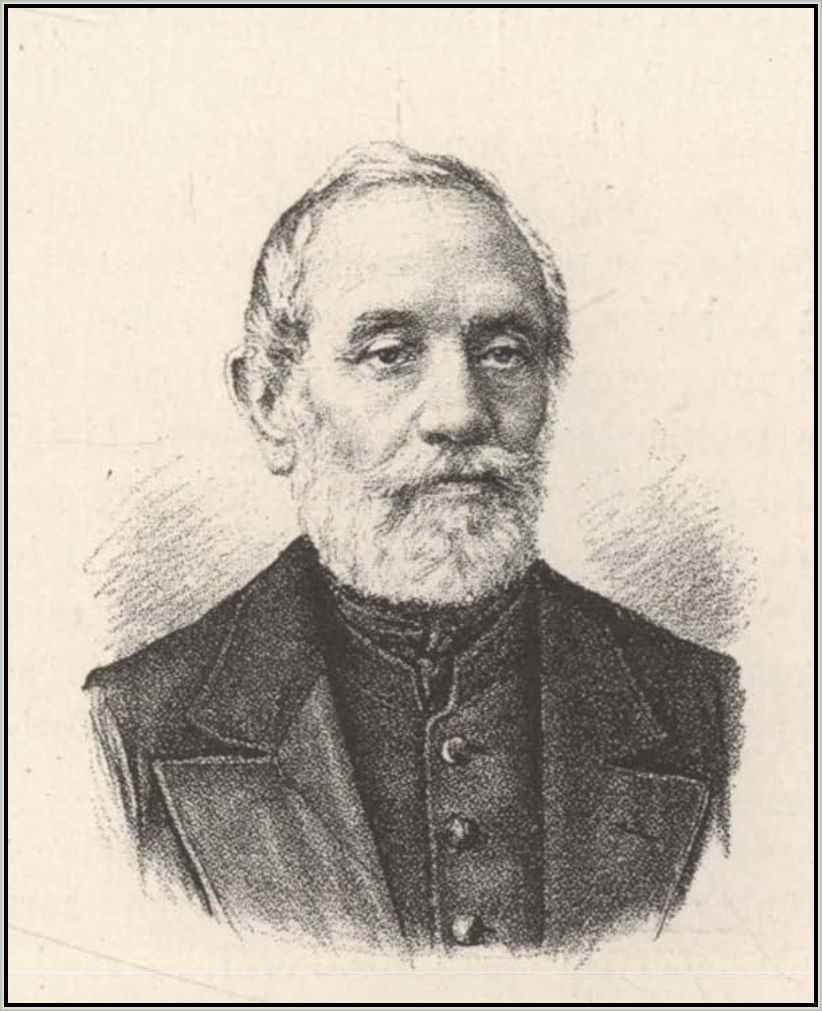
’Sigmond Elek (1810–1877), a kolozsvári gyáripar egyik alapítója

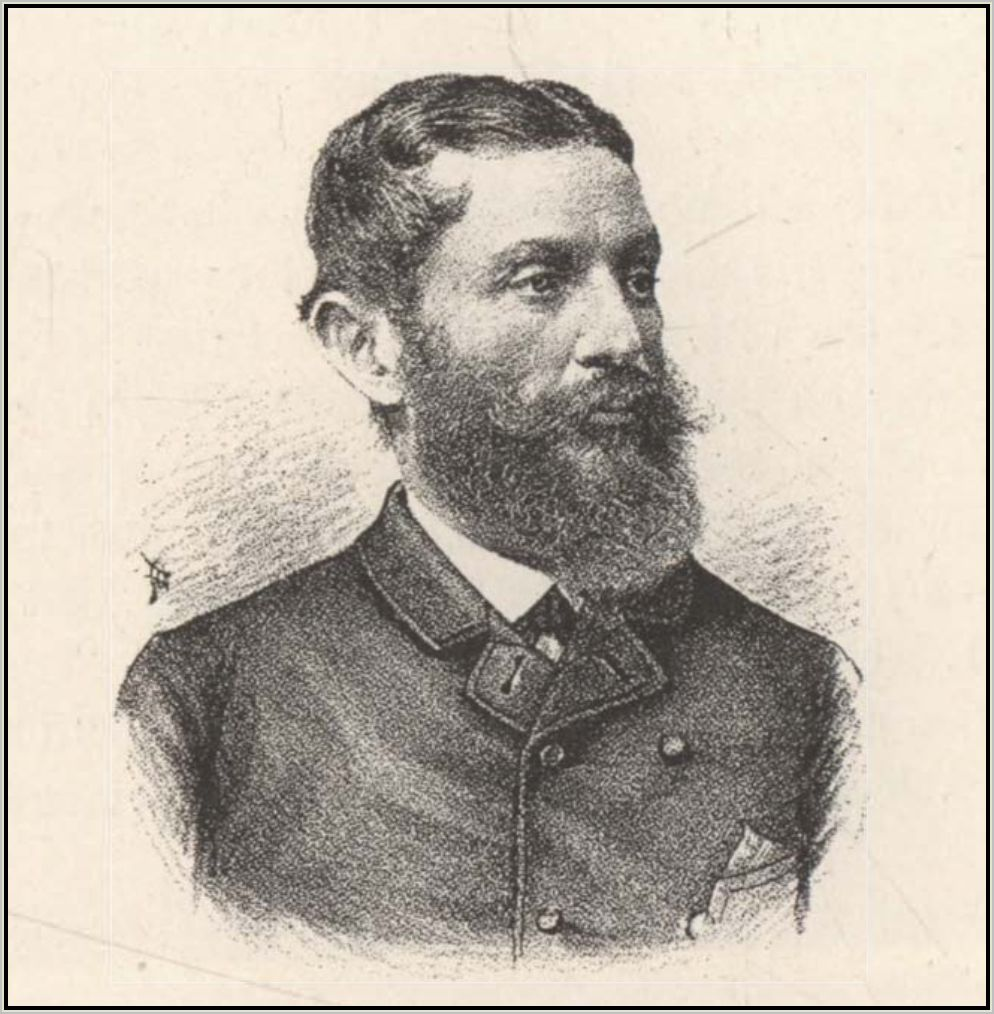
’Sigmond Dezső (1844–1906), a kolozsvári gyáripar fejlesztője, országgyűlési képviselő

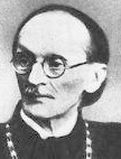
’Sigmond Elek (1873–1939) vegyészmérnök, bölcsész, az MTA levelező tagja, műegyetemi tanár

## Története

### A római katolikus ága
A család korábbi történetét homály fedi. 1620. szeptember 23-án alsószentmihályfalvi Sigmond Mihály nemesi adományt szerzett Bethlen Gábortól. A család a XVIII században nemesként szerepelt Aranyosszéken; ’Sigmond Farkas nemességét 1786-ban igazolta. ’Sigmond Elek földbirtokosnak a fia, ’Sigmond Elek (Gyulas, 1810. március 17. – Kolozsvár, 1877. szeptember 14.) jogász és nagyiparos, aki családja hírnevét megalapozta. ’Sigmond Elek feleségül vette a szintén erdélyi nemesi származású lósádi Zudor Emília (1821–1894) kisasszony, akinek a szülei lósádi Zudor Zsigmond (1790–1870), Alsó-Fehér vármegye alispánja 1848-ban, és baróti Paál Eszter asszony voltak.
’Sigmond Elek szeszgyáros és Zudor Emília fiai közül ’Sigmond Dezső (Marosbogát, 1844. augusztus 1. – Budapest, 1906. augusztus 5.) közgazdász, és apját követve ugyancsak nagyiparos volt, ’Sigmond Ákos (1850–1917) testvére pedig szintén közgazdászként szerepelt a magyar közéletben, de a zeneszerzésben is tevékenykedett. ’Sigmond Dezső feleségül vette a szintén erdélyi nemesi származású csefalvai Csefalvay Elma (1841–1925) kisasszonyt, akinek a szülei csefalvai Csefalvay Alajos (1804–1894), cs. és kir. lovassági százados, 1848-as honvédőrnagy, és losádi Zudor Zsuzsanna asszony voltak.
’Sigmond Dezső és Csefalvay Elma fiai is kiemelkedő személyekké váltak, jogászok és egyetemi tanárok lettek: ’Sigmond Elek (1873–1939), ’Sigmond Emil (1874–1937), ’Sigmond Andor (1875–1936) és ifjabb ’Sigmond Dezső (1879–1917).
’Sigmond Elek (1873–1939) vegyészmérnök, az MTA tagja, a korszerű talajtani kutatások megalapozója Magyarországon. Kezdeményezésére Budapesten tartották meg 1909-ben az első Nemzetközi Agrogeológiai Konferenciát. A nemzetközi Talajtani Társaság Bizottságának 25 éven keresztül elnöke volt. ’Sigmond Elek 1910. január 8-án Budapesten feleségül vette nemes Hajnik Erzsébet Jolánta Mária (Budapest, 1880. július 12.– Budapest, 1920. augusztus 23.) kisasszonyt, akinek a szülei nemes Hajnik Imre (1840–1902) miniszteri tanácsos, jogtudós, jogtörténész, oklevélkutató, a Magyar Tudományos Akadémia tagja és Heinrich Mária (1856–1904) úrnő voltak.

### A református ága
’Sigmond Elek földbirtokos feleségül vette a szintén református nemesi származású földesi Tóth Rozália kisasszonyt, akinek a szülei földesi Tóth Lajos, földbirtokos és káli Dobos Rozália voltak. Az anyai nagyszülei káli Dobos József (1802–1882), alsószentmihályfalvi földbirtokos és földesi Tóth Karolina voltak. ’Sigmond Elek és földesi Tóth Rozália frigyéből több gyermek született: ’Sigmond Ernő (1885–1946), őrnagy, a Lipót-rend és a III. osztályú Vaskoronarend lovagja, a III. osztályú katonai érdemkereszt tulajdonosa; ’Sigmond Elek (1886–1949), gépészmérnök; ’Sigmond Róza; ’Sigmond Anna, Kövér Béláné; ’Sigmond István, valamint ’Sigmond Erzsébet, Mohai Jánosné.
’Sigmond Ernő (1885–1946), őrnagy, feleségül vette Schulhof Emma kisasszonyt, akitől egy leánya, ’Sigmond Emma született. ’Sigmond Elek (1886–1949), gépész mérnök feleségül vette a római katolikus nemesi származású körtvélyesi Benke Erzsébet (1894–1982) kisasszonyt, akinek a szülei a református mikóházai származású körtvélyesi Benke Bertalan, hivatalnok és a római katolikus Matolcsy Julianna (1857–?) voltak. ’Sigmond Elek főmérnök a Schwarz Rudolf és Társa Olaj-, Zsíradék- és Vegyigyár Rt. képviselőjeként, valamint a Lardoline Olaj-, Zsíradék- és Vegyigyár Rt. képviselőjeként dolgozott. ’Sigmond Elek és körtvélyesi Benke Erzsébet frigyéből született: ’Sigmond Olivér, ’Sigmond László, aki 1944-ben a harctéren eltűnt, valamint ’Sigmond Kornél. ’Sigmond Olivér, Elek fia, vitte tovább a családot: feleségül vette a római katolikus Ulrik Mária (1920–1980) kisasszonyt, akinek a szülei Ulrik József (1874–1943), szekszárdi gyógyszerész, megyebizottsági tag, tartalékos főhadnagy, és Bossányi Sarolta (1889-1962) voltak.
’Sigmond Olivér és Ulrik Mária házasságából született két fia: ’Sigmond Albert, akinek az első neje, Brém Eleonóra, majd feleségül vette 2015. november 7-én a kasztíliai Señorío de Arínzano ősi kápolnájában bedeghi és berencsi gróf Nyáry Éva (1946) festőművész-asszonyt, a Jeruzsálemi Szent Lázár Lovagrend Nagy-perjelét; valamint ’Sigmond Artúr, akinek a neje Lakatos Mária.

## Jelentősebb családtagok
- ’Sigmond Ákos (1850–1917) közgazdász, zeneszerző
- ’Sigmond Andor (1875–1936) jogász, egyetemi tanár
- ’Sigmond Dezső (1844–1906) közgazdász, nagyiparos
- ’Sigmond Elek (1810–1877) jogász, nagyiparos
- ’Sigmond Elek (1873–1939) vegyészmérnök, bölcsész, az MTA levelező tagja, műegyetemi tanár
- ’Sigmond Ernő (1885–1946), őrnagy, a Lipót-rend és a III. osztályú Vaskoronarend lovagja, a III. osztályú katonai érdemkereszt tulajdonosa
- ’Sigmond Elek (1886–1949), gépészmérnök
- ’Sigmond Emil (1874–1937. április 1.) jogász, helyettes államtitkár